# Audi Q4 e-tron
El Audi Q4 e-tron es un crossover tipo SUV eléctrico de batería del segmento D, producido por el fabricante alemán Audi desde 2021. Se ubica por debajo del Audi Q8 e-tron y se ofrece con dos carrocerías, ambas de cinco puertas que se distinguen por la caída del techo trasero, donde la Sportback es más tumbada.[cita requerida]
Se ofrece en versiones de 170, 200, 260 y 300 CV, donde las dos primeras tienen tracción trasera con una batería de 52 kWh (187 MJ). Las otras dos tienen tracción total y una batería de 77 kWh (277 MJ).

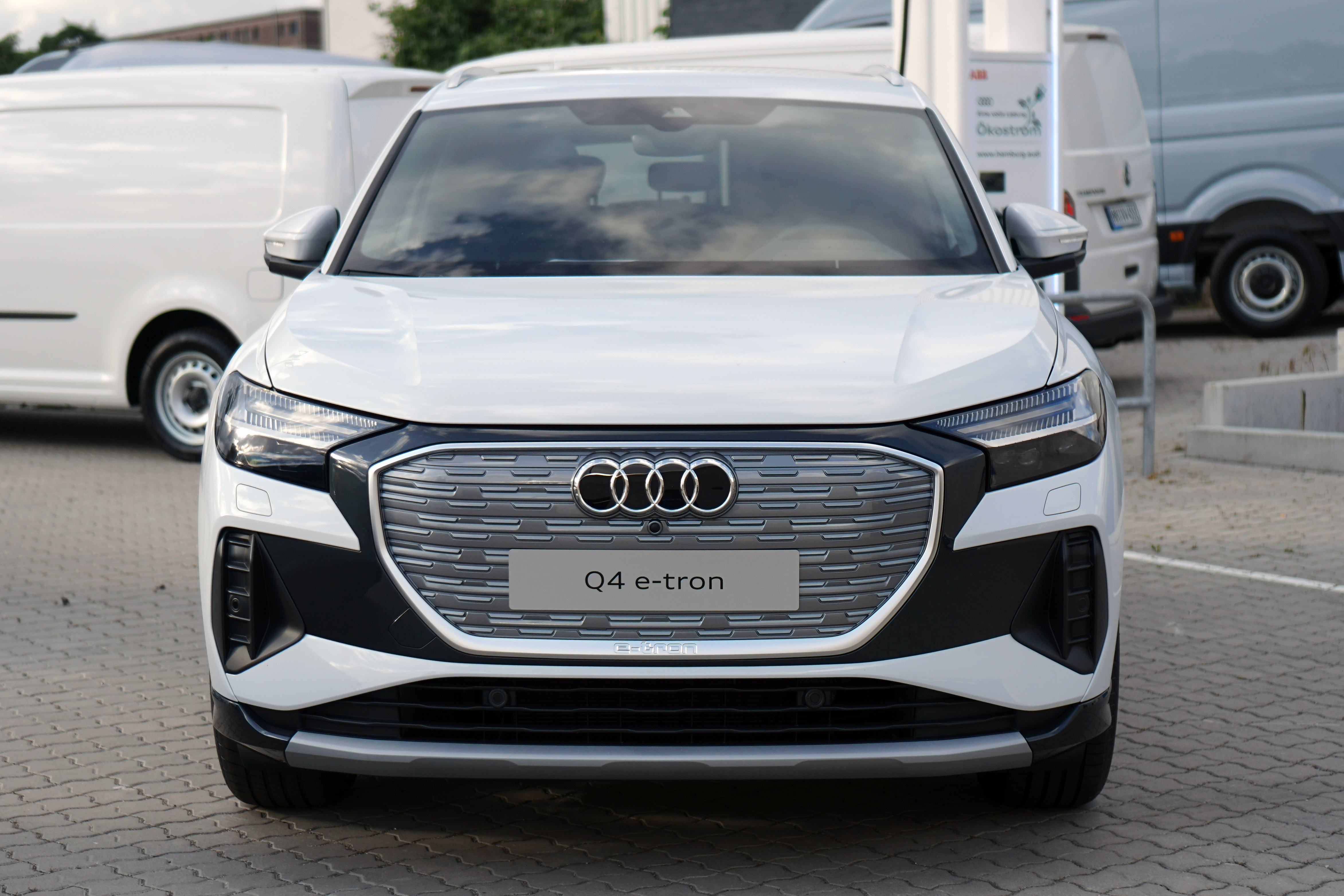
En Hamburgo
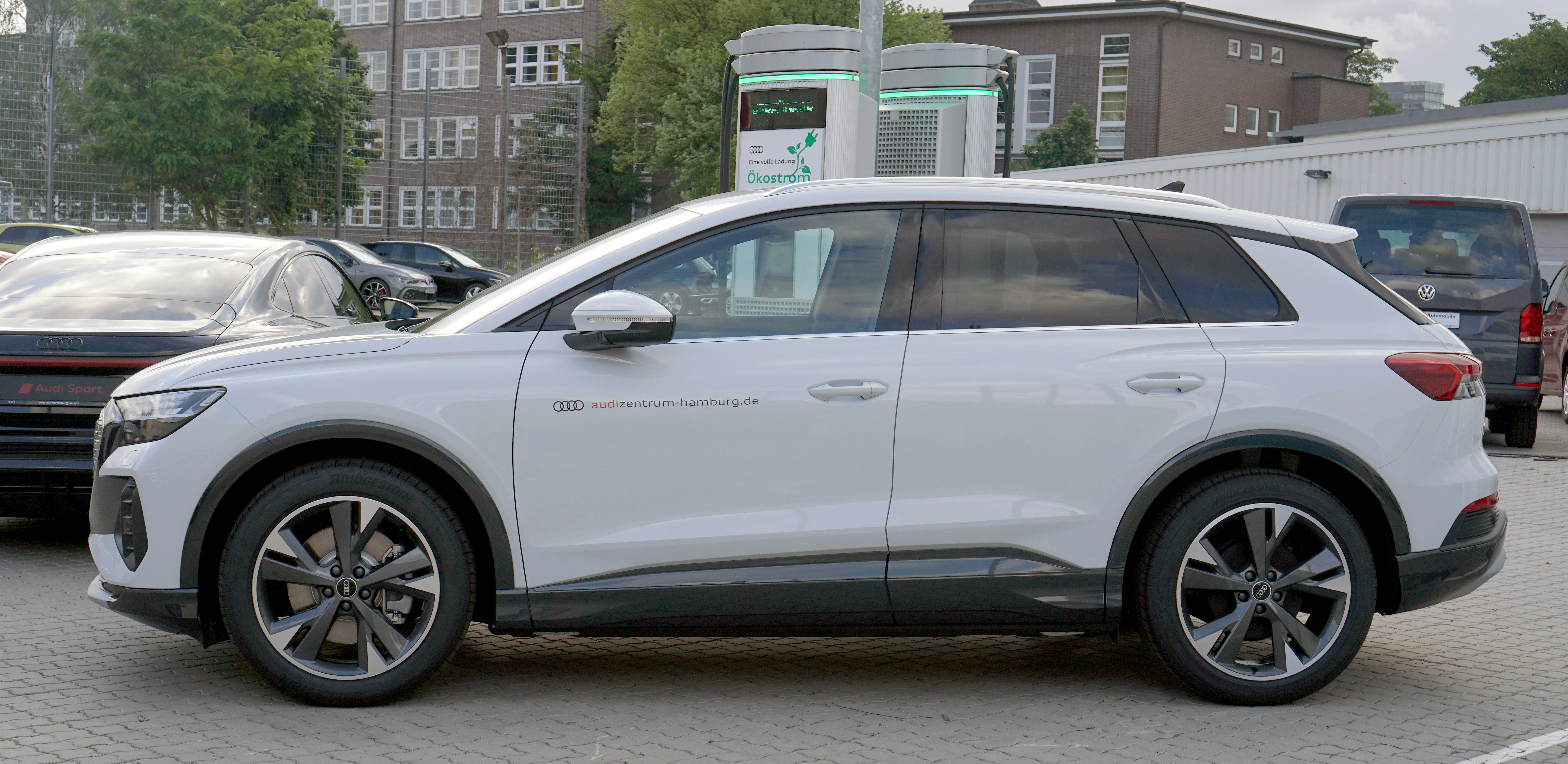
Vista lateral
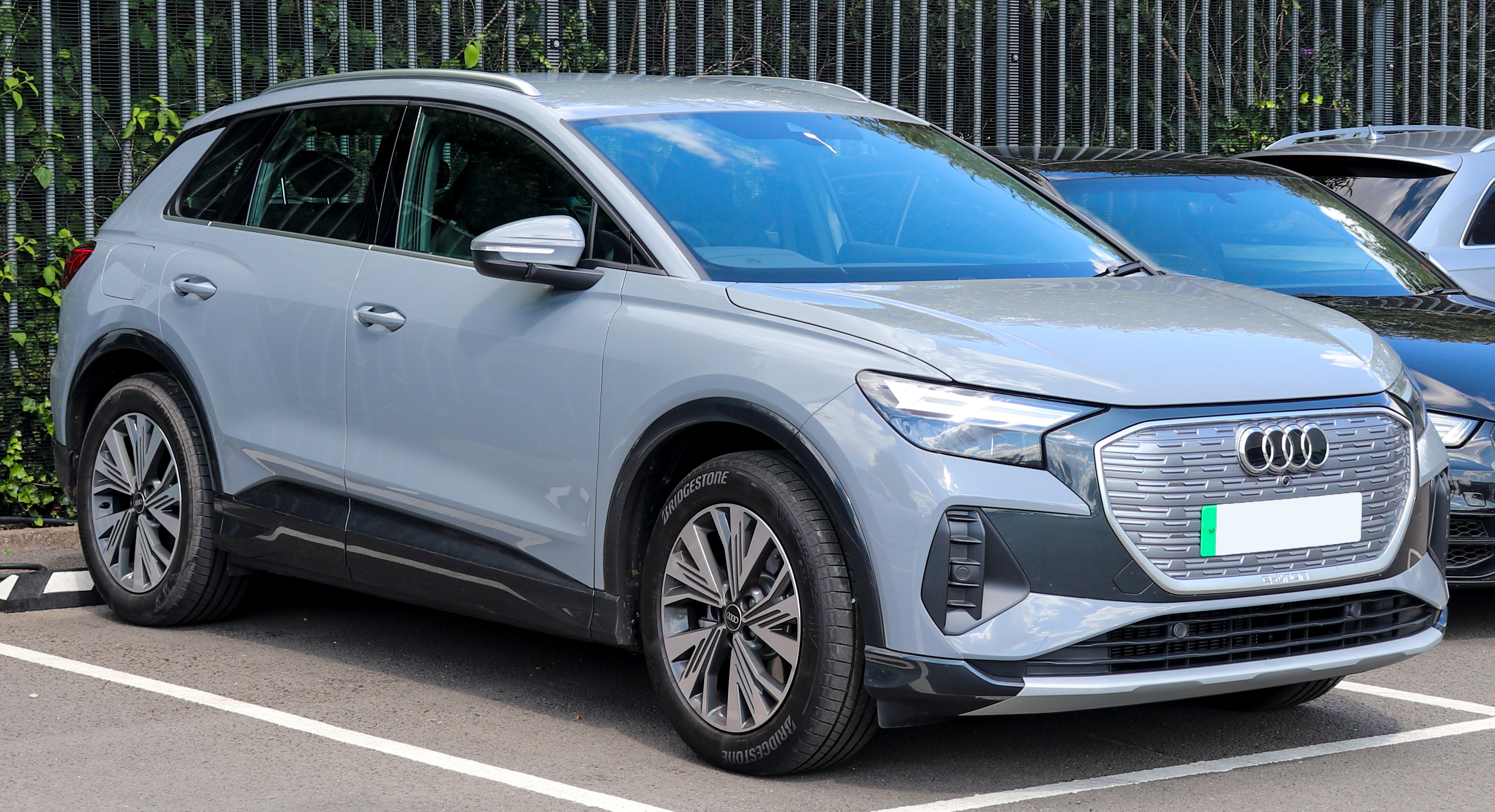
Versión Sport
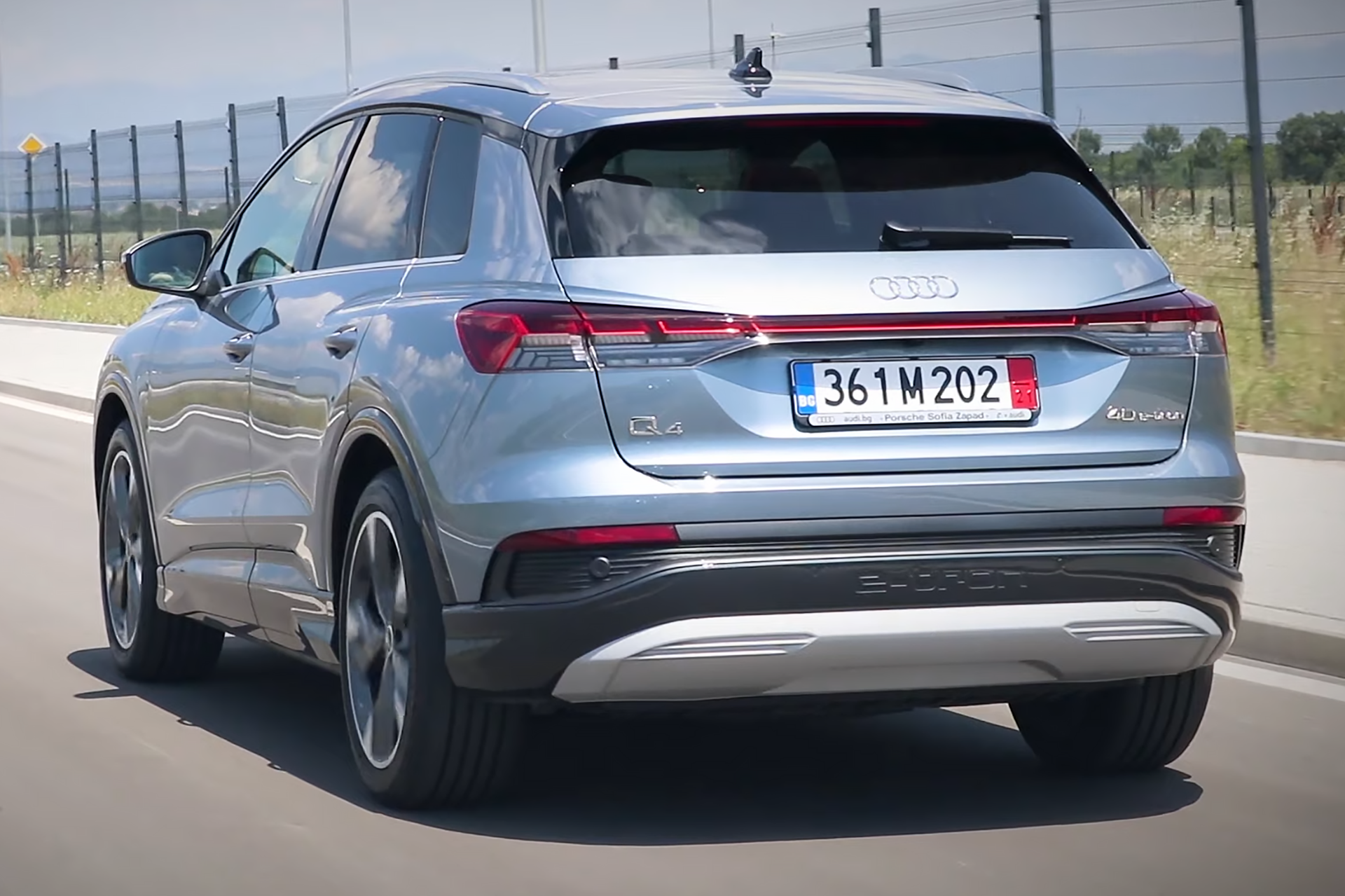
Vista trasera en Bulgaria